# The Celibate Rifles
The Celibate Rifles (traducido al castellano: «Los Rifles Célibes») fue un grupo de rock fundado en Sídney (Australia) en 1978.
El grupo fue fundado por Dave Morris (guitarra), Ian Martin (voz), Kent Steedman (guitarra), Phil Jacquet (batería) y James Darroch (bajo), aunque Martin fue sustituido al poco por  Damien Lovelock. De estos cinco miembros primerizos, tres de ellos aun permanecen en la formación: Morris, Steedman y Lovelock. La base rítmica ha ido cambiando a lo largo de sus casi treinta años de carrera.
Han publicado 10 álbumes de estudio y dos en directo. Algunos álbumes han sido editados en Europa y Estados Unidos, además de diferentes recopilatorios en varios países. Los álbumes A Mid-Stream Of Consciousness (2000) y Beyond Respect (2004) han sido editados internacionalmente por el sello bilbaíno Munster Records.
Son una de las formaciones más longevas, importantes e influyentes del rock australiano. El grupo se separó en agosto de 2019 debido al fallecimiento del miembro y vocalista Damien Lovelock, por el cáncer.

## Miembros

### Miembros anteriores
- Damien Lovelock – vocal (1980–2019) (fallecido en 2019)
- Kent Steedman – guitarra solista, coros (1979–2019)
- Dave Morris – guitarra rítmica (1979–2019)
- Michael Couvret – bajo (1979-1982; 1984-1986; 2001–2019)
- Paul Larsen - batería (1986–1991; 2001-2019)
- Phil Jacquet – batería (1979-1986)
- Ian Martin – voz (1979–1980)
- James Darroch – bajo, coros (1982–1984)
- Rudy Morabito – bajo, coros (1986–1988)
- Jim Leone – bajo, coros (1988–2001)
- Nik Rieth – batería (1991–2001)

## Discografía

### Álbumes
- Sideroxylon (Hot Records, 1983)
- The Celibate Rifles (Hot, 1984). También conocido como 5 Languages.
- The Turgid Miasma of Existence (Hot, 1986)
- Kiss Kiss Bang Bang (Hot, 1986). Álbum en directo, grabado en el CBGB el 12 de julio de 1986).
- Roman Beach Party (Hot, 1987)
- Blind Ear (Hot, 1989)
- Heaven On A Stick (Hot, 1992)
- Yizgarnnoff (Hot, 1993). Segundo álbum en directo.
- Spaceman In A Satin Suit (Hot, 1994)
- On The Quiet (Hot, 1996). Grabaciones acústicas de sus grandes éxitos.
- A Mid-Stream Of Consciousness (Munster Records, 2000)
- Beyond Respect (Munster Records, 2004)

### Recopilatorios
- Quintessentially Yours (What Goes On, 1985). Recopilatorio con Sideroxylon y el single But Jacques The Fish.
- Mina Mina Mina (What Goes On, 1986). Recopilatorio editado en el Reino Unido con Sideroxylon y 5 Languages.
- Platters Du Jour (Hot, 1990). Recopilatorio de singles editados con Hot Records.
- SOFA (Hot, 1993). Recopilatorio con canciones de sus cinco primeros álbumes.
- Wonderful Life (Tronador Records, 1997). Recopilatorio editado en Brasil.

### Videografía
- Scratch? My Arse! (Hot, 1995). Recopilatorio con sus vídeos. Incluye los vídeos de Damien Lovelock en solitario.